# Садомазохизам
Садомазохизам је појава да се садистичке и мазохистичке црте срећу код једне личности. Фројд сматра да је садиста истовремено и мазохиста, иако активна или пасивна страна перверзије може бити јаче изражена и представљати његову претежну сексуалну делатност. Садомазохизам представља давање или примање задовољства кроз радње које укључују пријем или наношење бола или понижења. Особе које практикују садомазохизам могу тражити сексуално задовољство кроз те радње. Док су изрази "садиста" и "мазохиста" везани за оне који уживају у давању или примању бола, они који практикују садомазохизам могу се пребацивати између активног и пасивног положаја. Садомазохизам се не сматра клиничком парафилијом, осим ако не води до клинички значајног поремећаја или погоршања дијагнозе.